# 奧克森科格爾山
47°18′43″N 15°6′22″E / 47.31194°N 15.10611°E
奧克森科格爾山（德語：Ochsenkogel），是奧地利的山峰，位於該國東南部，由施泰爾馬克州負責管轄，屬於格萊納爾佩山脈的一部分，海拔高度1,458米，每年平均降雨量1,671毫米。